# 來宮良子
來宮良子（日语：／ Kinomiya Ryōko，1931年7月10日—2013年11月25日），日本女性配音員、演員、旁白。東京俳優生活協同組合所屬及創設人之一。出身於東京都。本名櫻井良子（さくらい りょうこ）。身高158cm。A型血。

## 生平
東京家政學院短期大學中退。1951年，來宮作為東京放送劇團4期生加入該劇團。次年1952年，她的第一份工作是NHK廣播劇《請問芳名》的旁白解說。此外與她同期的有黑澤良、川久保潔。
2008年，榮獲第2屆聲優Award功勞獎。
2011年8月，來宮與大映電視劇的常駐演員伊藤和枝一起參加廣播節目《啊！安部禮司～BEYOND THE AVERAGE》的大映電視劇特別節目（由TOKYO FM、JFN系列製作） 。在節目中，她不只自己擔任通稱「來宮節」的旁白，作為配音員同時也演出伊藤的祖母的角色。
2013年4月，來宮卸任常駐解說的工作，由當時可以替代的人士和後繼者接任及取代。同年11月25日下午5時47分，因慢性阻塞性肺病引發多重器官衰竭，在東京都港區的醫院去世，享壽82歲。逝後，她的葬禮和靈前守夜由親近人士進行。
2014年，追頒第8屆聲優Award特別功勞獎。

## 人物
音域：女低音。
從早期的海外影集的日語配音開始就很活躍，並具有誘人的低音。因此經常被任命為瑪琳·奧哈拉和費·唐娜薇這些冷酷美人型的演員獻聲。
自1950年代後半開始，來宮在每日新聞、資生堂廣告旁白中經常出現。作為電視節目的解說員，在《演歌花道》和《永遠波瀾萬丈》一系列的大映電視劇中可以聽到她的聲音而引起了廣泛的關注，甚至被稱為「來宮節（来宮節）」。
另外在神秘學的解說工作中，從電視動畫《靈異教師神眉》唱片頭曲之前的開頭旁白開始，幾乎可以聽到來宮自己一個人進行獨白。
興趣：閱讀。

## 繼任、代演
在來宮療養中休業和死去之後，配音員和接任作品如下：
- 杉本留美（日语：杉本るみ）－『全民家庭醫學』：旁白、『在世界那一處為什麼有日本人？（日语：ナゼそこ?）』：旁白、『演歌花道（日语：演歌の花道）』：解說、『信長的主廚（第2系列）』：旁白
- 近藤智（日语：近藤サト）－『世界恐怖之夜！』：旁白（2013年7月24日放送集數）
- 原良子－『世界恐怖之夜！』：旁白（2013年12月21日放送集數）
- 上村典子－『世界恐怖之夜！』：旁白（2015年12月26日放送集數）
- 寺瀨今日子（日语：寺瀬今日子）－『世界恐怖之夜！』：旁白（2014年7月16日之後的放送集數）
- 鹽田朋子（日语：塩田朋子）－『紳士愛美人』：桃樂絲·蕭（富士電視台版WOWOW追加收錄部分）

## 演出

### 電視劇
全部以旁白演出。
富士電視網
- 富士電視台
  - 獅王主婦劇場（日语：ライオン奥様劇場）『未亡人有希子』（1977年5月－7月）
  - 太妹刑事系列（與東映共同製作）
    - 太妹刑事II 少女鐵假面傳說（1985年11月－1986年10月）
    - 太妹刑事III 少女忍法帖傳奇（1986年10月－1987年10月）

  - 大映電視劇 各作品（與大映電視台（日语：大映テレビ）共同製作）
    - 雅努斯之鏡（日语：ヤヌスの鏡）（1985年12月－1986年4月）
    - 花嫁衣裳（日语：花嫁衣裳は誰が着る）（1986年4月－10月）
    - 這是誰家的孩子？（日语：このこ誰の子?）（1986年10月－1987年3月）
    - （1987年4月－9月）
    - 職業高爾夫球選手祈子（日语：プロゴルファー祈子）（1987年10月－1988年4月）

  - V之炎（日语：Vの炎）（1995年10月－11月）

- 關西電視台
  - 松本清張系列（日语：松本清張シリーズ (関西テレビ)）『厭戰』（1966年1月4日）

- 東海電視台
  - 女優杏子（日语：女優・杏子）（2001年1月－3月）

東京電視台
- 大忠臣藏（日语：大忠臣蔵 (1989年のテレビドラマ)）（1989年1月）
- 週三女性的愛與推理（日语：女と愛とミステリー） 開端預告廣告（2001年1月－2005年3月）
- 天下騷亂 ～德川三代的陰謀（日语：天下騒乱〜徳川三代の陰謀）（2006年1月）

朝日電視台
- 續續·三匹斬首！（日语：三匹が斬る!#続続・三匹が斬る!） 第17話「花嫁首妖怪鬼八」（1990年5月31日）－老婆婆的聲音
- 羅煞之家（日语：凄絶!嫁姑戦争 羅刹の家）（1998年4月－1998年6月）
- OL錢道（日语：OL銭道） 第1話（2003年4月）
- 信長的主廚（2013年1月－3月）

TBS
- 愛的劇場（日语：愛の劇場）（2005年2月－4月）
- 新春歷史特集『山田顯義物語（日语：知られざる幕末の志士 山田顕義物語）』（2012年1月2日，與MBS共同製作）

其它電視台
- 週二懸疑劇場 週二懸疑猜謎（日本電視台）

### 電影
- （1990年12月22日）

### 電視動畫
1966年
- 原子小金剛 (1963年版)（日语：鉄腕アトム (アニメ第1作)）
- 宇宙王牌（日语：宇宙エース）

1967年
- 馬赫GoGoGo（三船文）
- 緞帶騎士（海爾夫人）

1968年
- 佐助（楓）
- 佐武與市捕物控（日语：佐武と市捕物控）（1968～1969，小）

1971年
- 飄泊的太陽（野原道子）

1972年
- 惡魔人（妖獸艾巴因）

1979年
- 凡爾賽玫瑰（杜巴利伯爵夫人）
- 哆啦A夢 (大山羨代版)（市民）

1980年
1981年
- 銀河鐵道999（普羅米修姆（日语：プロメシューム））
- 新竹取物語 千年女王（旁白）

1983年
- 頂尖超人（日语：イタダキマン）

1986年
- 青春動畫全集（日语：青春アニメ全集） 怪談（二位尼）

1987年
- 嘿！奔奔（雪之女王）

1989年
- 城市獵人3（春子）

1996年
- 靈異教師神眉（旁白）

2000年
- 學校怪談

2002年
- 人造人009 THE CYBORG SOLDIER（黑鬼〈女〉）

2003年
- WOLF'S RAIN（ハナビト）
- 魁!! 天兵高校（旁白）

2004年
- 火之鳥（卑彌呼）
- 魔法少女隊（グランドマスター）

2006年
- 銀魂（旁白）

2009年
- 源氏物語千年紀 Genji（生靈）

2011年
- HUNTER×HUNTER (新版)（老婆婆）

2012年
- 輕鬆百合♪♪（電視聲音）

### 電影動畫
1979年
- 劇場版 銀河鐵道999（普羅米修姆（日语：プロメシューム））

1981年
- 再見銀河鐵道999 仙女座終點站（普羅米修姆）
- 神奇獨角馬（日语：ユニコ）（夜風）

1982年
- 千年女王（楊貴妃）

1986年
- 亞利安（日语：アリオン (漫画)）（蓋亞[10]）

1988年
- 劇場版 魁!! 男塾（神秘的麥克風聲音）

1994年
- 哆啦A夢：大雄與夢幻三劍士（聲音）

2007年
- 蠟筆小新：小白的屁屁炸彈（金波）

2013年
- 劇場版 聖☆哥傳（旁白）

### OVA
- 孔雀王3 櫻花豐穰（1991年，綾乃、大原節子）
- 世界之光 親鸞聖人（日语：世界の光 親鸞聖人）（1992年，旁白）
- 氣質形而上 實在職業婦女講座（日语：気分は形而上）（1994年，旁白）
- JoJo的奇妙冒險（絲吉Q）
- 星際迷航俏女郎（日语：てなもんやボイジャーズ）（1999年，旁白）
- 聖☆哥傳（2012年，旁白）

### 遊戲
1991年
- 真怨靈戰記（旁白）

1999年
- GALERIANS（日语：ガレリアンズ）（桃樂絲）

2001年
- 松本零士999 ～Story of Galaxy Express 999～（日语：松本零士999 〜Story of Galaxy Express 999〜）（普羅米修姆（日语：プロメシューム））

2002年
- 電子人種：灰（日语：ガレリアンズ:アッシュ）（桃樂絲）

2003年
- WILD ARMS Altercode:F（日语：ワイルドアームズ アルターコード:エフ）（瑪莎）

### 外語配音

#### 演員
瑪琳·奧哈拉
- 翡翠谷（安哈拉德·摩根）※朝日電視台版。
- 西點軍魂（英语：The Long Gray Line） （瑪莉·奧唐奈）※朝日電視台版。
- 馴妻記（英语：McLintock!）（凱瑟琳·麥克林托克）※朝日電視台版。
- 哈瓦那特派員（英语：Our Man in Havana (film)）（比阿特麗斯·塞文）

#### 電影
- 虎谷七日（英语：The 7th Dawn）（達娜〈卡波辛（英语：Capucine）〉）
- 未來總動員（天體物理學者瓊斯〈卡洛·弗洛倫斯〉）※富士電視台版。
- 史前一萬年（老媽〈摩娜·哈蒙（英语：Mona Hammond）〉）※朝日電視台版。
- 血洒金磚（英语：A Prize of Gold）（瑪莉亞〈梅·柴特琳（英语：Mai Zetterling）〉）※TBS版。
- 烏龍謀殺案（英语：A Shot in the Dark (1964 film)）（多米尼克·巴隆〈崔西·里德（英语：Tracy Reed (English actress)）〉）※朝日電視台版。
- 鎮上陌生人（英语：A Stranger in Town (1967 film)）（Maria "Maruka" Pilar〈Gia Sandri〉）
- 畢氏二虎（英语：Bandolero!）（Maria Stoner〈拉寇兒·薇芝〉）※TBS版[注 1]。
- 朱門血痕（英语：Bloodline (1979 film)）（Simonetta Palazzi〈艾琳·帕帕斯〉）
- 獵愛的人（英语：Carnal Knowledge (film)）（辛蒂）※影碟版。
- 諸神恩仇錄（英语：Clash of the Titans (1981 film)）（忒提斯〈瑪姬·史密芙〉）※朝日電視台版。
- 魔繭續集（英语：Cocoon: The Return）（Ruby Feinberg〈Elaine Stritch〉）※朝日電視台版。
- 金錢本色（Janelle〈Helen Shaver〉）
- 奶爸安親班（Gwyneth Harridan老師〈安傑麗卡·休斯頓〉）
- 姜戈（María〈Loredana Nusciak〉）
- 危急時刻（英语：The Desperate Hours (1955 film)）（Eleanor "Ellie" Hilliard〈Martha Scott〉）※NHK版。
- 怪傑變錯身（英语：Dr. Jekyll and Ms. Hyde）（Unterveldt太太〈Polly Bergen〉）※富士電視台版。
- 恐怖德古拉（英语：Dracula (1958 film)）（女吸血鬼〈瓦萊麗·高恩（英语：Valerie Gaunt）〉）
- 魔鬼武器（Zed-10〈卡羅琳·珀迪-戈登（英语：Carolyn Purdy-Gordon）〉）※日本電視台版。
- 佛萊迪大戰傑森之開膛破肚（帕梅拉·胡伊斯（英语：Pamela Voorhees）〈寶拉·蕭（英语：Paula Shaw）〉）※DVD版、東京電視台版。
- 十三號星期五（帕梅拉·胡伊斯〈貝蒂·派瑪（英语：Betsy Palmer）〉）
- 甜姐兒（Maggie Prescott〈Kay Thompson〉）※東京電視台版。
- 魔鬼花園（英语：Garden of Evil）（莉亞·富勒〈蘇珊·海華〉）※朝日電視台新錄製版。
- 紳士愛美人（多蘿西·蕭〈珍·羅素〉）※富士電視台版[注 2]。
- 烈愛風雲（諾拉·丁斯穆爾（英语：Miss Havisham）〈安妮·班克羅夫特〉）
- 六壯士（瑪莉亞·帕帕迪莫斯〈艾琳·帕帕斯〉）※朝日電視台版。
- 小鬼當家2（白鴿婦人〈布倫達·弗里克〉）※朝日電視台版。
- 火海情濤（英语：In Harm's Way）（瑪吉·海恩斯〈帕翠夏·尼爾〉）
- 伊普克雷斯檔案（英语：The Ipcress File (film)）（讓·考特尼〈蘇·洛依德（英语：Sue Lloyd）〉）
- 娃娃谷（英语：Jacqueline Susann's Valley of the Dolls）（海倫·勞森〈珍·西蒙絲〉）
- 007：八爪女（八爪女〈莫德·亞當斯〉）※TBS版。
- L'Année sainte（英语：L'Année sainte）（克里斯蒂娜〈丹妮爾·黛麗尤〉）※朝日電視台版。
- 一籠傻鳥（西蒙娜·德布隆〈克萊兒·莫里埃（英语：Claire Maurier）〉）
- 奪命判官（英语：The Life and Times of Judge Roy Bean）（莉蓮·蘭特里（英语：Lillie Langtry）〈艾娃·加德納〉）
- 諜海龍虎鬥（英语：The Mackintosh Man）（格爾達〈珍妮·魯納克（英语：Jenny Runacre）〉）※朝日電視台版。
- 家庭教師（英语：Mademoiselle (1966 film)）（Mademoiselle〈珍妮·摩露〉）
- 沒有過去的男人
- 戰慄遊戲（Marcia Sindell〈羅蘭·比歌〉）※VHS、舊DVD、日本電視台版。
- 史密斯任務（Mr. Smith's Boss〈安琪拉·貝瑟〉）※朝日電視台版。
- 我的愛妻（英语：My Favorite Wife）（Ellen Wagstaff Arden〈艾琳·鄧恩〉）
- 虎膽忠魂（英语：Odd Man Out）
- 凶兆（Willa Baylock〈比利·懷特勞〉）※TBS[注 3]、LD版。
- 九霄雲外（英语：Outland (film)）（Marian Lazarus醫師〈Frances Sternhagen〉）※朝日電視台版。
- 馬賽之路（英语：Passage to Marseille）（Paula Matrac〈蜜雪兒·摩根〉）※TBS版。
- 深情的朋友（英语：The Passionate Friends (1949 film)）（Miss Layton〈Betty Ann Davies〉）
- 電腦天才狗（英语：Paws (film)）（Anja〈Sandy Gore〉）
- 終極戰士2（Irene Richards博士〈Lilyan Chauvin〉）※朝日電視台版。
- 亂世孤雛（英语：The Search）（Murray夫人〈Aline MacMahon〉）
- 七年之癢（Helen Sherman〈Evelyn Keyes〉）※富士電視台版。
- 辛巴達穿破猛虎眼（英语：Sinbad and the Eye of the Tiger）（Zenobia〈Margaret Whiting〉）※影碟版、TBS版。
- The Slave（英语：The Slave (1962 film)）（Claudia〈Gianna Maria Canale〉）※朝日電視台版。
- 天火焚城錄（英语：Sodom and Gomorrah (1962 film)）（貝拉皇后〈阿努克·艾梅〉）
- 老千計狀元才（Billie〈Eileen Brennan〉）※朝日電視台版。
- 大隱俠（英语：Sugar Colt）（Bess〈Jenny Oak〉）※朝日電視台版。
- 超級瑪利歐兄弟（Lena〈費歐娜·蕭〉）※影碟版。
- 超人III（Vera Webster〈Annie Ross〉）
- 女超人（Selena〈費·唐娜薇〉）
- 深閨疑雲（英语：Suspicion (1941 film)）（Lina McLaidlaw Aysgarth〈瓊·芳登〉）※TBS版。
- 坐立不安
- 對不起！駭到你（英语：Teaching Mrs. Tingle）（Eve Tingle老師〈海倫·美蘭〉）
- 托尼羅姆（英语：Tony Rome）（Rita Kosterman〈吉娜·羅蘭茲〉）※TBS版[注 1]。
- 龍翔鳳舞雪山盟（英语：Twelve Girls and One Man）（伊娃〈瑪吉特·孫凱（英语：Margit Nünke）〉）※東京電視台版。
- 血戰保山河（英语：Unconquered (1947 film)）（Abby Hale〈宝莲·高黛〉）
- 龍虎干戈（英语：Vera Cruz (film)）（Marie Duvarre伯爵夫人〈Denise Darcel〉）
- 滑鐵盧之路（英语：Waterloo Road (film)）（Tillie Colter〈Joy Shelton〉）
- 性感女勇士（英语：War Goddess）（Oreitheia〈Sabine Sun〉）
- 風流紳士（英语：What's New Pussycat?）（Renée Lefebvre〈Capucine〉）※TBS版。
- 隔牆花（Odile Jouve〈Véronique Silver〉）
- 弱者女人（英语：Women Are Weak）（瑪格麗特·馬羅尼〈西蒙尼·雷南（英语：Simone Renant）〉）※富士電視台版[注 3]。
- 苦雨戀春風（Lucy Moore Hadley〈Lauren Bacall〉）※朝日電視台版。
- 雙鳳奪凰（英语：Young Man with a Horn (film)）（Amy North〈羅蓮·比歌〉）

#### 電視影集
- Adam-12（英语：Adam-12）（無線電聲音）
- 飛燕金槍（安妮〈蓋兒·戴維斯（英语：Gail Davis）〉）
- 蝙蝠俠 (1966年電視影集)（貓女／瑟琳娜·凱爾〈朱莉·紐瑪（英语：Julie Newmar）→厄莎·凱特〉）※富士電視台版。
- 神仙家庭（英语：Bewitched）（安琪特拉阿姨〈埃絲特爾·溫伍德（英语：Estelle Winwood）〉）
- 神探可倫坡 (第9季)（Jess McCurdy〈Brenda Vaccaro〉）
- 超空人（Destiny Angel[注 4]〈Liz Morgan〉）
- 秘密指令S（英语：Department S (TV series)）（Veronica）
- 急診室的春天（Larb）
- 法網恢恢（珍妮的母親〈瑪德琳·舍伍德（英语：Madeleine Sherwood）〉[注 5]、弗洛·哈格曼〈西萊斯特·霍姆〉[注 5]、芭芭拉〈簡妮絲·魯爾（英语：Janice Rule）〉）
- 荒野大鏢客（Kitty Russell〈Amanda Blake〉）
- 哈莉與法律（Anna Nicholson〈Irma P. Hall〉）
- 外太空1999年（英语：Space: 1999）（電腦聲音）
- 星際戰爭（Miss Ealand〈Norma Ronald〉）

#### 動畫
- 歷險小恐龍（英语：The Land Before Time）（首長長老）
- 歷險小恐龍4：迷霧之旅（英语：The Land Before Time IV: Journey Through the Mists）（老頭子〈卡羅爾·布魯斯（英语：Carol Bruce）〉）
- 企鵝與水晶（旁白）

### 廣播節目
- 請問芳名（1952年，NHK）
- 來宮良子的音樂專欄（1975年，TBS廣播）
- 啊！安部禮司～BEYOND THE AVERAGE（日语：NISSAN あ、安部礼司〜BEYOND THE AVERAGE）（2011年8月28日，TOKYO FM製作、JFN系列）

### CD
- 夢幻之星 ～被封塵的記憶～ 廣播劇CD&粉絲書 （珍）
- Panzer Police 1935 歡迎來到機甲都市 伯林（日语：機甲都市 伯林）（旁白）

### 綜藝節目、生活情報節目
全部以旁白演出。
- 演歌花道（日语：演歌の花道）
- 永遠波瀾萬丈（日语：いつみても波瀾万丈）
- 魔法腦力!!（日语：マジカル頭脳パワー!!）
- 投稿！特報王國（日语：投稿!特ホウ王国）
- 笑犬生活 -YARANEVA!!-（日语：笑う犬#笑う犬の生活-YARANEVA!!-）單元
- 最終警告！恐怖家庭醫學 ⇒ 全民家庭醫學[注 6]
- 世界的恐怖影片
- Coming Doubt（日语：カミングダウト）
- 綜藝新聞 由你開始（日语：バラエティーニュース キミハ・ブレイク）
- 日本史懸疑劇場（日语：日本史サスペンス劇場）
- 高田、大竹、渡邊的老爹3人之旅
- 北野武的TV擒抱
- news every.「特集」單元
- USO!? JAPAN（日语：USO!?ジャパン）
- 嵐的大秘密
- 世界恐怖之夜！ 春假大絕叫特集!!

### 廣告
全部以旁白演出。
- 十三號星期五
- 黑色星期五 ※十三號星期五的翻拍版。
- 太空女吸血鬼（英语：Lifeforce (film)）
- 東映電影「極道之妻」
- 電影「龍紋身的女孩」日本上映預告片
- ASCII「德貝賽馬96（日语：ダービースタリオン）」
- 萬代「七龍珠 神龍之謎」
- Recruit「週刊Being」
- 華歌爾「Good Up 內衣」
- 森下仁丹（日语：森下仁丹）「生活除臭機系列」
- 養樂多本社「蔬菜汁」
- Mycoal（日语：マイコール）「黏貼式暖暖包」
- Mazda「Savanna」
- 軟銀Mobile「Double 1segAQUOS攜帶」
- National「88」（出演：森繁久彌，1976年）
- 大和證劵（1984年）

等多數。

### 其它
- 倉橋餘繪子（日语：倉橋ヨエコ）單曲CD『楯』（1曲目標題曲的朗讀（日语：朗読））
- Primeshopping（日语：CJプライムショッピング）『演歌之頂天（日语：演歌の頂天）』
- 兒童布偶劇場（日语：こどもにんぎょう劇場）
  - （旁白、福六）
- 西伯利亞強制 抑留者的證言 第一回 望鄉（旁白，2000年，製作：（財）日本宣傳中心）

## 腳註

## 外部連結
- 東京俳優生活協同組合所屬期間的聲優簡介，存于 （日語）